# Liste der portugiesischen Botschafter in Südafrika
Die Liste der portugiesischen Botschafter in Südafrika listet die Botschafter der Republik Portugal in Südafrika auf. Die Beziehungen der beiden Länder gehen mindestens bis zum Jahr 1886 zurück. Am 9. September 1935 nahm die portugiesische Legation in der südafrikanischen Hauptstadt Pretoria die Arbeit auf, 1954 wurde sie zur vollen Botschaft erhoben.
Die Botschaft liegt in der Leyds Street Nummer 599 im Stadtteil Muckleneuk der Hauptstadt Pretoria.
Neben der Botschaft unterhält Portugal in Südafrika drei Generalkonsulate in Johannesburg, Kapstadt und in Groenkloof, einem Stadtteil der Hauptstadt Pretoria. Dazu bestehen drei portugiesische Honorarkonsulate in Durban, Port Elizabeth und Welkom.

## Missionschefs
| Name                                                   | Bild                  | Amtszeit                              | Anmerkungen |
| Südafrikanische Union                                  | Südafrikanische Union | Südafrikanische Union                 | Südafrikanische Union                                                                                          |
| ------------------------------------------------------ | --------------------- | ------------------------------------- | --- |
| Luis Esteves Fernandes                                 |                       | 9. September 1935 –26. März 1937      | Geschäftsträger der Legation in Pretoria, erster Botschafter Portugals mit Amtssitz in Südafrika               |
| João de Barros Ferreira da Fonseca                     |                       | 31. März 1937 –13. März 1939          | Geschäftsträger                                                                                                |
| João de Barros Ferreira da Fonseca                     |                       | 14. März 1939 –18. September 1946     | am 12. Mai 1939 akkreditiert, Ministro Plenipotenciário der Legation                                           |
| Francisco de Paula Brito Júnior                        |                       | 27. Dezember 1946 –14. März 1954      | am 3. Februar 1947 akkreditiert, Ministro Plenipotenciário der Legation, bis 29. März 1954 Leiter der Legation |
| Adolfo do Amaral Abranches Pinto                       |                       | 26. Mai 1954 –17. Dezember 1958       | am 6. August 1954 akkreditiert                                                                                 |
| Augusto Henrique de Almeida Coelho Lopes               |                       | 17. Dezember 1958 –15. Juni 1959      | Übergangs-Geschäftsträger                                                                                      |
| Henrique Bacelar Caldeira Queiroz                      |                       | 15. Juni 1959 –18. November 1962      | am 19. Juni 1959 akkreditiert                                                                                  |
| José Manuel Peixoto de Vilas Boas de Vasconcelos Faria |                       | 18. November 1962 –9. April 1963      | Übergangs-Geschäftsträger                                                                                      |
| Álvaro Brilhante Laborinho                             |                       | 9. April 1963 –20. Dezember 1966      | am 10. April 1963 akkreditiert                                                                                 |
| José Eduardo de Meneses Rosa                           |                       | 7. Januar 1967 –12. Oktober 1974      | am 13. Januar 1967 akkreditiert                                                                                |
| Augusto Henrique de Almeida Coelho Lopes               |                       | 21. Dezember 1974 –18. September 1976 | am 16. Januar 1975 akkreditiert                                                                                |
| Jorge Alberto Nogueira de Lemos Godinho                |                       | 19. September 1976 –25. Mai 1977      | Übergangs-Geschäftsträger                                                                                      |
| Manuel Rodrigues de Almeida Coutinho                   |                       | 26. Mai 1977 –2. Januar 1983          | am 8. Juni 1977 akkreditiert                                                                                   |
| João Manuel Guerra Salgueiro                           |                       | 3. Januar 1983 –12. Mai 1984          | Übergangs-Geschäftsträger                                                                                      |
| José Manuel Peixoto de Vilas Boas de Vasconcelos Faria |                       | 13. Mai 1984 –24. Juni 1988           | am 24. Mai 1984 akkreditiert                                                                                   |
| Álvaro José da Costa Mendonça e Moura                  |                       | 27. Juni 1988 –20. April 1989         | Übergangs-Geschäftsträger                                                                                      |
| José Pires Cutileiro                                   |                       | 23. April 1989 –5. August 1991        | am 25. Mai 1989 akkreditiert                                                                                   |
| Jorge Marques Leitão Ritto                             |                       | 24. August 1991 –4. Februar 1995      | am 27. August 1991 akkreditiert                                                                                |
| Südafrika                                              |                       |                                       | |
| Vasco Taveira da Cunha Valente                         |                       | 2. April 1995 –12. September 1997     | am 23. Mai 1995 akkreditiert                                                                                   |
| Manuel Tomás Fernandes Pereira                         |                       | 17. November 1997 –25. Oktober 2003   | am 26. November 1997 akkreditiert                                                                              |
| Paulo Couto Barbosa                                    |                       | 28. November 2003 –12. Januar 2009    | |
| João Nugent Ramos Pinto                                |                       | 13. Januar 2009 –5. April 2012        | |
| António Ricoca Freire                                  |                       | seit 2. September 2012                | |
| Manuel Maria Camacho Cansado de Carvalho               |                       | 16. Dezember 2017 –28. Januar 2023    | am 17. Januar 2018 akkreditiert                                                                                |
| José Fernando Alves da Costa Pereira                   |                       | seit 17. Februar 2023                 | |